# Стрижавська виправна колонія № 81
Стрижавська виправна колонія № 81  — виправна колонія Посиленого та Суворого режиму для жінок та чоловіків, засудження на певний строк не менше 5-ти років і не більше 15-ти років позбавлення волі. Управління Державного департаменту України з питань виконання покарань у Вінницькій області.

## Історія колонії
На місці, де розташована Стрижавська виправна колонія знаходилась колись садиба польського магната пана Грохольського. Свого часу тут розміщувались військові казарми, майстерні, металообробний завод. Під час  Німецько-радянської війни палац майже не постраждав, і тому влітку 1956 р. тут було створено Стрижавську дитячу трудову колонію УОГП Вінницького облвиконкому.
У1959 р. було прийнято рішення про створення виправно-трудової колонії. Поки йшло переобладнання будівель та організація режимного об'єкта, з усього колишнього Радянського Союзу почали прибувати засуджені. Будинки та підсобні приміщення своїми силами були переобладнанні для потреб колонії. Наказом МВС УРСР від 18.07.1959 р. була утворена установа виконання покарань.

## Сучасний стан
Установа виконання покарань наказом ДДУПВП № 165 від 29.11.1999 р. була перейменована у Стрижавську виправну колонію управління ДДУПВП у Вінницькій області середнього рівня безпеки тримання засуджених.
З 2010 року у колонії розташовано відділ для неповнолітніх засуджених за тяжкі та особливо тяжкі злочини, у яких строк покарання становить від 7-ми до 15-ти років.
На підприємстві Стрижавської колонії виготовлялося 48 найменувань продукції. Оновленим виробництвом установи випускається продукції 32 найменування.
У різні роки установу очолювали:
О. М. Онищук, К. А. Удалов, Г. П. Заярнюк, Г. І. Серебряніков, В. Ю. Самборський, М. П. Вашкевич, Б. В. Гайда, А. М. Банюк, М.Р. Магамаєв,
Кеменяш А.А., Усенко В.Ю., Помарайко Б.В. Вітринський О.В.
На даний час її очолює Березов Сергій Вікторович.

## Адреса
23211 смт. Стрижавка Вінницького району Вінницької області